# Dax Shepard
Dax Shepard (Milford, 2 gennaio 1975) è un attore, regista e sceneggiatore statunitense.

## Biografia
Shepard è stato un attore sul Punk'd con Ashton Kutcher. Nel 2006, è apparso al fianco di Dane Cook e Jessica Simpson nella commedia Impiegato del mese così come il film di Mike Judge, Idiocracy. Nello stesso periodo, Shepard ha cominciato a comparire in altri film ed è atterrato il suo primo ruolo da protagonista in Let's Go to Prison - Un principiante in prigione, accanto a Will Arnett. Ha anche avuto un ruolo importante in Baby Mama. Shepard ha scritto per la Paramount la sceneggiatura di Get 'Em Wet, in cui di nuovo appare con Arnett. Ha partecipato anche al film del 2010 La fontana dell'amore.

## Vita privata

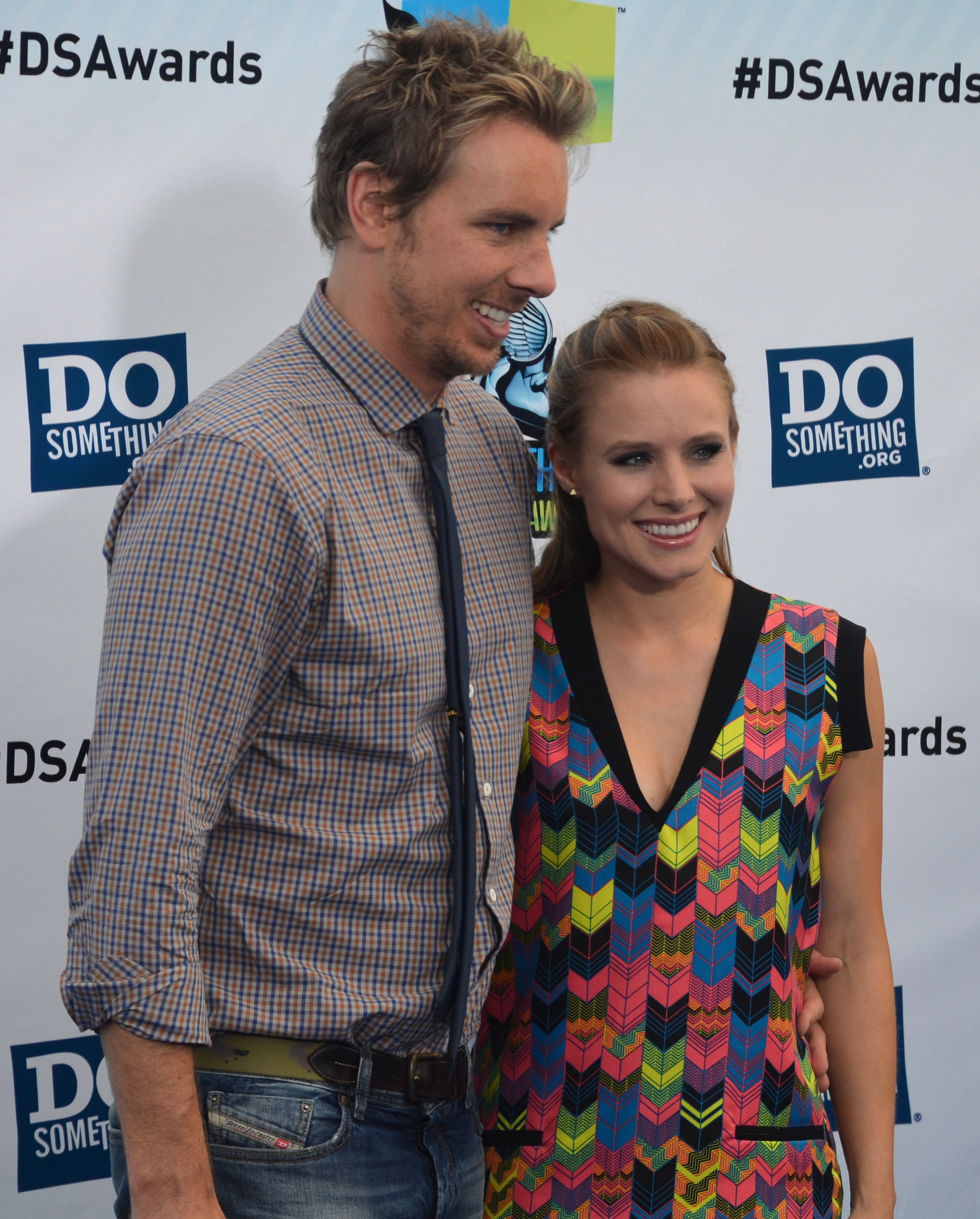
Dax Shepard nel 2012 assieme alla moglie Kristen Bell

È legato all'attrice Kristen Bell dal 2007, da cui ha avuto due figlie: Lincoln Bell, nata il 28 marzo 2013. e Delta Bell, venuta alla luce il 19 dicembre 2014.

## Filmografia

### Attore

#### Cinema
- Too Smooth (Hairshirt), regia di Dean Paras (1998)
- Una scatenata dozzina (Cheaper by the Dozen), regia di Shawn Levy (2003)
- Without a Paddle - Un tranquillo week-end di vacanza (Without a Paddle), regia di Steven Brill (2004)
- Sledge: The Untold Story, regia di Brad Martin (2005)
- Zathura - Un'avventura spaziale (Zathura - A Space Adventure), regia di Jon Favreau (2005)
- Idiocracy, regia di Mike Judge (2006)
- Impiegato del mese (Employee of the Month), regia di Greg Coolidge (2006)
- Let's Go to Prison - Un principiante in prigione (Let's Go to Prison), regia di Bob Odenkirk (2006)
- Il peggior allenatore del mondo (The Comebacks), regia di Tom Brady (2007)
- Molto incinta (Knocked Up), regia di Judd Apatow (2007) (se stesso) (scene tagliate)
- Baby Mama, regia di Michael McCullers (2008)
- Mamma ho perso il lavoro (Smother), regia di Vince Di Meglio (2008)
- Daddy Sitter (Old Dogs), regia di Walt Becker (2009) (non accreditato)
- Solo per una notte (The Freebie), regia di Katie Aselton (2010)
- La fontana dell'amore (When in Rome), regia di Mark Steven Johnson (2010)
- Hit and Run, regia di David Palmer e Dax Shepard (2012)
- Veronica Mars - Il film (Veronica Mars), regia di Rob Thomas (2014)
- The Judge, regia di David Dobkin (2014)
- This Is Where I Leave You, regia di Shawn Levy (2014)
- The Boss, regia di Ben Falcone (2016)
- CHiPs, regia di Dax Shepard (2017)
- El Camino Christmas, regia di David E. Talbert (2017)
- Buddy Games, regia di Josh Duhamel (2019)

#### Televisione
- Una mamma quasi perfetta (Life with Bonnie) – serie TV, episodi 2x17-2x21 (2004)
- My Name Is Earl – serie TV, episodio 1x04 (2005)
- King of the Hill – serie TV animata, episodi 8x18-10x13-12x14 (2004-2008) (voce)
- Web Therapy – serie TV, episodi 6x31-6x32-6x33 (2014)
- About a Boy – serie TV, episodi 1x07-2x10 (2014-2015)
- Web Therapy – serie TV, episodi 4x09-4x10-4x11 (2014-2015)
- Parks and Recreation – serie TV, episodio 7x05 (2015)
- Parenthood – serie TV, 103 episodi (2010-2015)
- C'è sempre il sole a Philadelphia (It's Always Sunny in Philadelphia) – serie TV, episodio 10x10 (2015)
- Robot Chicken – serie TV animata, 4 episodi (2005) (voce)
- Wet Hot American Summer: Ten Years Later – serie TV, episodi 1x05-1x08 (2017)
- Ghosted – serie TV, episodio 1x06 (2017)
- The Good Place – serie TV, episodio 2x10 (2018)
- The Ranch – serie TV, dalla seconda parte della 3' serie (2018-2020)
- Bless This Mess – serie TV, (2019)

### Regista
- Hit and Run (2012)
- CHiPs (2017)

### Sceneggiatore
- Hit and Run (2012)
- CHiPs (2017)

## Doppiatori italiani
Nelle versioni in italiano dei suoi film, Dax Shepard è stato doppiato da:
- Massimo De Ambrosis in Zathura - un'avventura spaziale, The Judge, CHiPs, El Camino Christmas
- Edoardo Nordio in My Name Is Earl
- Fabrizio Vidale in Idiocracy
- Christian Iansante in Il peggior allenatore del mondo
- Stefano Benassi in Without a Paddle - Un tranquillo week-end di vacanza
- Gianluca Tusco in Baby Mama
- Stefano Crescentini in Daddy Sitter
- Niseem Onorato in Parenthood
- Emiliano Reggente in La fontana dell'amore
- Alessio Cigliano in This Is Where I Leave You
- Andrea Mete in The Good Place